# Маркус Свенссон (хокеїст)
Маркус Свенссон (швед. Markus Svensson, нар. 9 липня 1984, Кальмар) — шведський хокеїст, воротар.

## Ігрова кар'єра
Професійну хокейну кар'єру розпочав 2011 року.
Захищав кольори професійних команд Шведської хокейної ліги АІК, «Шеллефтео» та «Фер'єстад», а також російського клубу «Спартак» (Москва).